# سمتا الاعتدال والانقلاب

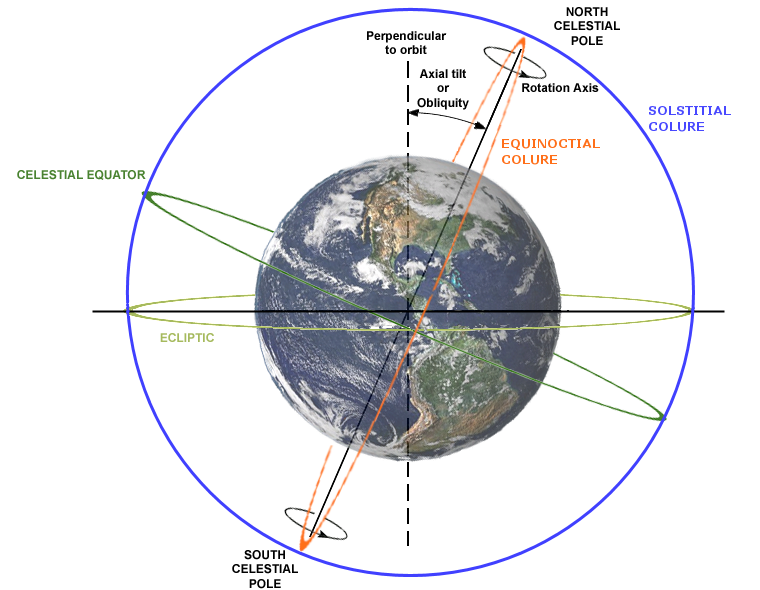
الدائرة البرتقالية: سمت الاعتدال
الدائرة الزرقاء: سمت الانقلاب

سَمْتَا الاعتدال والانقلاب (بالإنجليزية: Colures)‏ في علم الفلك هما خطا الزوال الرئيسيان في الكرة السماوية. الآن أصبح استخدام المصطلحين نادرًا وقد يُعتبران مهجورين.

## سمت الاعتدال
سمت الاعتدال أو دائرة السمت الإعتدالية (بالإنجليزية: Equinoctial colure)‏ هو دائرة وهمية كبيرة من الكرة السماوية تمر عبر الأقطاب السماوية والاعتدالين وهما أول الحمل وأول الميزان.

## سمت الانقلاب
سمت الانقلاب أو دائرة السمت الإنقلابية (بالإنجليزية: Solstitial colure)‏ هو دائرة وهمية كبيرة من الكرة السماوية تمر عبر الأقطاب السماوية والانقلابين وهما أول السرطان وأول الجدي، قطباها هما الاعتدالان؛ كانت تسمى في عصر الحضارة الإسلامية بالدائرة المَارَّة بالأقطاب الأربعة أو دائرة الأقطاب الأربعة. هناك عدة نجوم تنتمي انتماءً وثيقًا إلى سمت الانقلاب: بي الجاثي [الإنجليزية] ودلتا ممسك الأعنة [الإنجليزية] و سارجاس. هذا يجعل سمت الانقلاب يشمل القطب الشمالي السماوي ونجم الجدي.